# Jonathan Cain
Jonathan Leonard Friga (nascido em 26 de fevereiro de 1950), conhecido profissionalmente como Jonathan Cain, é um músico, cantor e compositor americano mais conhecido como o tecladista do Journey. Ele também trabalhou com The Babys e Bad English. Cain foi introduzido no Rock and Roll Hall of Fame como um membro do Journey em 7 de abril de 2017.

## Juventude
Cain nasceu em Chicago, Illinois, filho de Leonard e Nancy Friga. Aos oito anos, Cain começou a ter aulas de acordeão e, na adolescência, tocava acordeão e piano em festas e clubes. Ele também toca guitarra, baixo e gaita. Caim foi um sobrevivente do incêndio na escola Nossa Senhora dos Anjos de 1958, no qual morreram 92 alunos e 3 freiras. Em 1968, Cain graduou-se na East Leyden High School no subúrbio de Chicago de Franklin Park, Illinois, e mais tarde frequentou o Conservatório de Música de Chicago.

## Carreira

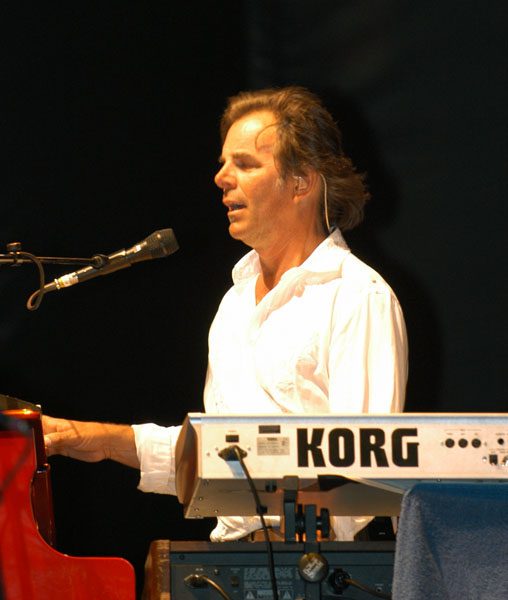
Cain se apresentando em 2007

Em 1976, Cain lançou seu primeiro disco como Jonathan Cain Band, Windy City Breakdown, pela Bearsville Records. Em 1979, ele se juntou The Babys, aparecendo em seus álbuns Union Jacks e On the Edge. Em 1980, Cain deixou o The Babys para se juntar à banda de rock Journey, assumindo o lugar de Gregg Rolie nos teclados. Cain ajudou a ascensão de Journey ao topo das paradas com suas primeiras colaborações no álbum Escape, compondo e tocando piano em canções como "Don't Stop Believin ' ", descrito por AllMusic como "um dos melhores riffs de teclado de abertura em pedra". Talvez sua contribuição mais notável tenha sido como único autor da canção do Journey "Faithfully", uma canção sobre a vida na estrada enquanto se está em uma banda. Cain iria aparecer em pelo menos 13 outros álbuns e compilações do Journey.
Cain se reuniu com os ex-companheiros da banda The Babys, John Waite e Ricky Phillips, com o colega de banda do Journey, Neal Schon, e o futuro baterista do Journey, Deen Castronovo para formar a banda Bad English. A banda lançou dois álbuns antes de se separar no início de 1990.
Em 1996, a formação Journey do álbum Escape foi reunida. Eles reformaram e gravaram o álbum Trial by Fire. Steve Perry então deixou a banda novamente em 1998, após sofrer uma lesão no quadril, durante uma caminhada no Havaí, que exigiu uma cirurgia. Journey continuou com três cantores principais subsequentes, Steve Augeri de 1998 a 2006, Jeff Scott Soto de 2006 a 2007 e Arnel Pineda de 2007 até o presente.
Cain é conhecido por apresentar um solo de piano em todos os shows do Journey, geralmente logo antes da banda tocar "Open Arms". Ele começou esta tradição quando se juntou à banda em 1980.
Além de seu trabalho com o Journey, Cain lançou oito álbuns solo e contribuiu para os álbuns solo de Neal Schon, guitarrista do Journey. Seu trabalho solo inclui uma mudança para fazer música cristã desde 2016.
Cain atua como líder de louvor na City of Destiny, onde sua esposa Paula White é a pastora.
Em maio de 2018, Cain tornou-se um autor publicado com o lançamento de seu livro de memórias, Don't Stop Believin ': The Man, the Band, and the Song That Inspired Generations.

## Vida pessoal
Caim se casou três vezes. Sua primeira esposa foi a cantora Tané McClure, para quem escreveu a canção de 1983 "Faithfully".
Em 1989, ele se casou com sua segunda esposa, Elizabeth Yvette Fullerton, com quem tem três filhos: Madison (1993) e os gêmeos Liza e Weston (1996). Ele e Elizabeth se divorciaram no final de 2014. Madison está noiva de Trev Lukather, filho de Steve Lukather.
Em abril de 2015, ele se casou com a ministra Paula White. Este é o terceiro casamento de ambos. Eles residem em Apopka, Flórida.
Jonathan tem dois irmãos mais novos, Thomas e Harold.
Cain é um cristão devoto e suas crenças são vistas em seu trabalho de criação e compartilhamento de música cristã.

## Discografia solo
- "Til It's Time To Say Goodbye"/"Ladies' Night" (1975) October Records [OCT 1001-AS(BS)].
- Windy City Breakdown (1977) Bearsville/Wounded Bird Records.
- Back to the Innocence (1995) Intersound Records.
- Piano with a View (1995) Higher Octave Records.
- Body Language (1997) Higher Octave Records.
- For a Lifetime (1998) Higher Octave Records.
- Namaste (2001) Wildhorse Records.
- Anthology (2001) One Way Records.
- Animated Movie Love Songs (2002) One Way Records.
- Bare Bones (2004) AAO Records.
- Where I Live (2006) AAO Records.
- What God Wants to Hear (2016) Identity Records.
- Unsung Noel (2017)
- The Songs You Leave Behind (2018)
- More Like Jesus (2019)
- Piano Worship (2020)
- Freedom In Your Grace (2020)

## Prêmios
Ele recebeu dois prêmios de compositor BMI, ambos por canções co-escritas com Steve Perry, "Open Arms" e "Who's Crying Now". A canção do Journey, "When You Love a Woman", que ele co-escreveu com Perry e Schon, foi indicada ao Grammy em 1997.